# Lea Finn
Lea Finn, eigentlich Lena Charlotte Schütz, (* 17. Februar 1981 in Bremen) ist eine deutsche Sängerin und Songschreiberin.

## Leben und musikalische Karriere
Schütz ist die Tochter eines Gitarristen und einer ehemaligen Opernsängerin. Schon als Teenager war sie musikalisch aktiv. Sie wirkte in verschiedenen Bands und Projekten mit und gewann 2001 den Bandcontest „Live in Bremen“. Von dem Preisgeld nahm sie ein Demo auf und verschickte es. So wurde ein Hamburger Produzent auf Lea aufmerksam.
2003 bekam sie einen Plattenvertrag und nahm das englischsprachige Album One million songs auf. Sie kam mit bekannten Künstlern in Kontakt, begleitete Bryan Adams auf seiner Europatournee und trat im Vorprogramm von Simply Red sowie von Sting auf. Außerdem ging sie auf Live- und Promotiontour nach Brasilien, wo sich das Album wesentlich besser verkaufte als in Deutschland.
Im Anschluss begab sich Schütz nach Schweden, wo sie zu ihren musikalischen Wurzeln zurückkehrte und neue Songs schrieb – auf Deutsch. In Deutschland ging sie mit alten Bandmitgliedern an die Nordsee, um mit ihnen das neue Material auszuarbeiten, Demos aufzunehmen und die Songs vor Publikum auszuprobieren. Im Sommer 2005 bekam sie mit diesem Material einen Plattenvertrag bei dem Majorlabel Sony BMG. Darüber hinaus nahm Laith Al-Deen sie im Sommer 2005 als Support mit auf seine Tour. Dort lernte sie Florian Sitzmann und Tommy Baldu kennen, ihr zukünftiges Produzententeam. Von Februar bis April 2006 nahmen sie zusammen im Studio Leas die Platte FINNLand auf, die im Februar 2007 erschienen ist.
Schütz nahm am 9. Februar 2007 mit dem Lied Ich weiß, du weißt an Stefan Raabs Bundesvision Song Contest für Bremen teil.
Schütz ist seit 2009 als Radiomoderatorin bei Bremen Vier tätig.
Außerdem tritt Schütz als Schauspielerin regelmäßig in Einspielfilmen des TV-Satiremagazins Extra 3 und in der Sportsatire Wumms auf.

## Diskografie

### Alben
- 2003: One Million Songs
- 2005: Akustik Sessions 05
- 2007: FinnLand

### Singles
- 2003: One Million Songs
- 2003: Lying
- 2006: Ein Sommermärchen
- 2007: Ich weiß, du weißt
- 2007: Pack den Sommer ein